# Terres Fauves
 (juillet 2021).
Terres Fauves est un roman policier de l’écrivain français Patrice Gain, publié le 23 août 2018 aux éditions « Le Mot et le Reste ».
Le roman raconte l’histoire de David McCae, un écrivain New-yorkais confronté à la nature sauvage des territoires du Grand Nord. Son objectif : s’en sortir et retrouver la civilisation.

## Présentation

### Structure
Cette œuvre est un roman écrit par Patrice Gain. Il compte 30 chapitres pour un total de 208 pages pour l’édition Le Mot et le Reste et 256 pages pour Le Livre de poche. Les chapitres permettent de délimiter chaque grande action réalisée par le personnage principal. 

L’histoire est racontée par David McCae, écrivain américain adoptant majoritairement un point de vue interne (l’histoire étant racontée principalement à la première personne du singulier) et quelquefois externe dans les passages d’action. 

Il raconte l’histoire de manière factuelle et objective sans donner son avis sur la situation concernant les épreuves qu’il vit dans le but de retranscrire l’histoire la plus fidèle aux lecteurs.

### Résumé

#### L'arrivée à Valdez
Le roman commence au croisement d’un carrefour, David McCae, écrivain new-yorkais déteste ces routes qui se croisent et se ressemblent tant. Après avoir longé le fleuve de l’Hudson, l’écrivain arrive dans la ville de New-York accompagné de sa fidèle Subaru. Sa femme Louise vient de le quitter ce matin, sa première nuit en tant que célibataire se déroulera dans un hôtel à côté de Rockway Beach. Le soir même aux alentours de 22 heures, Sydney Baldaci, l’éditeur de David McCae l’appelle pour prendre de ses nouvelles. Cela fait maintenant plus d’une semaine que David n’avait pas donné signe de vie. Depuis cette semaine, les mémoires du gouverneur Andrew Kearny ont été envoyées à son manager. Le gouverneur comptait bien sur ce livre pour se faire réélire à New-York. Sydney Baldaci voyant David démoralisé, il lui proposa d’aller passer quelques jours dans sa résidence secondaire située à East Hampton. David McCae accepta sans aucun engouement ce séjour. Avant de partir en direction de la maison de Sydney, l’écrivain passa chez lui au 89 rue Degram Street récupérer quelques affaires nécessaires à son déplacement. Pour qu’elle ne s’inquiète pas, David laissa un mot à Louise lui disant qu’il reviendrait d’ici une semaine.
Sans aucune conviction ni objectif, McCae part pour la résidence secondaire de Syndey Baldaci. Arrivé au bord de la mer, David McCae en profite pour aller se balader et boire un verre en terrasse. De retour à la maison, David découvre le discours du gouverneur de New-York. Kearny parle de son grand ami Dick Carlson, un alpiniste renommé dans le TOP 10 des personnalités préférées des Américains. L’écrivain est étonné qu’un passage sur Dick Carlson ne figure pas dans les mémoires de gouverneur Kearny mais n’y prête pas plus d’attention. Quelques heures plus tard, David reçoit un appel de Sydney lui demandant de rentrer immédiatement sur New-York et de préparer ses bagages pour Valdez, une petite ville située en Alaska. David McCae devrait alors y rencontrer Dick Carlson pour ajouter un chapitre aux mémoires du gouverneur Kearny.
Le lendemain matin, après avoir fait la route jusqu’à l’aéroport de Seattle, David embarque dans un avion en direction de Valdez. Pour rejoindre cette destination, 3h30 de trajet sont nécessaires entre Seattle et Anchorage. David a peur de l’avion, il fait donc le trajet Anchorage > Valdez en Dodge Ram sur la Richardson Highway. Pour le repas du midi, David McCae s’arrête dans un restaurant au bord de la Tonsina River. Quelques heures plus tard, David arrive en retard à l’aéroport de Valdez et attend une personne pour le mener jusqu’à Dick Carlson. Un fourgon noir arrive à l’aéroport. Jed est missionné par Dick pour venir chercher David McCae à son arrivée. Ils mirent 15 minutes en empruntant la route direction Thompson Pass (en). Jed dépose David McCae dans ce qui allait être son lodge pour les prochains jours, il est grand, sombre et en somme pas très accueillant. David préfère donc aller dormir à l’hôtel situé en contrebas dans le centre de Valdez.
Jed est surpris de trouver David McCae au bar de l’hôtel le lendemain matin. Ils partirent directement en direction du chalet de Dick Carlson. La maison de Dick est située à l’est de l’aéroport. Elle est imposante, possède une façade couleur miel. Il y a en devanture aussi un grand bateau et un pick-up Chevrolet. David entre à la rencontre de Dick Carlson, l’alpiniste est allongé sur le canapé à côté de sa cheminée en pierre et se releva à l’arrivée de l’écrivain. Il porte une chemise en coton blanc et son salon est encombré par des médicaments ainsi que des bouteilles d’alcool vides. Au fil de la conversation les deux hommes apprennent à se connaître, David McCae aborde la carrière de Dick, le succès rencontré, les liens d’amitié avec le gouverneur Kearny et les valeurs qu’ils partagent. Au fil de la discussion, Dick enchaîne les verres de Sonoma Rye (Whisky) dès la fin de matinée. Dick proposa ensuite d’aller manger dans un restaurant situé non loin d’ici, David accepta.

« Autrefois, ce whisky avait du goût, maintenant il ne ressemble plus à rien. Ma vie a la même saveur. 
 Dick Carlson »

Ce restaurant est situé devant un grand glacier. Selon Carlson, Andrew Kearny venait souvent à Valdez pour faire de l’héliski (en) ainsi que pour pêcher et chasser, les deux adoraient passer du temps ensemble et partageaient des valeurs communes. Après avoir bien discuté, Dick éprouve du mal à se lever, trébuche et marche lentement pour arriver jusqu’à la voiture. Dans la voiture, il en profite pour se confier à David concernant ses trois principales femmes. Avec Ashley, sa première femme il eut deux enfants. Son beau-père avait fait fortune dans le pétrole et était à la tête d’un patrimoine colossal. Grâce à sa deuxième femme Élisabeth, Dick a connu Jimmy Carter et est devenu son conseiller quand il était président. Sa dernière femme est Ella, c’est une actrice célèbre. Ils se sont mis en couple il y a un an et viennent de divorcer il y a un mois. Après avoir parlé de ses femmes, Dick entame le récit de son expédition. Il raconte le périple pour aller au sommet de l’Hidden Peak avec Alex McKilian (guide et alpiniste habitant précédemment Seattle), depuis l’ascension ils ne se sont presque jamais revus. L’expédition fut en grande partie financée par le père de Dick Carlson. En racontant son histoire, Dick s’endormit en même temps. David repart de la maison de Dick Carlson aux alentours de 2h30 et met 20 minutes pour revenir à son hôtel.
Troisième jour à Valdez. David McCae a mal dormi, les sculptures d’Aron Demetz (de) l’ayant fait faire des cauchemars. Après coup, David trouve cette soirée en compagnie de Dick Carlson pénible et dérangeante. Après avoir traîné dans sa chambre d’hôtel, l’écrivain décide de se lever aux alentours de 7h30. Le bar de l’hôtel est fermé à cette heure-là, David s’arrête dans le premier bar ouvert en s’éloignant le plus possible du port. McCae prend son petit déjeuner avec une équipe de skieurs qui était venue demander un autographe à Carlson hier au restaurant. Ce groupe d’amis venait d’Anchorage. David McCae profite de ce moment pour aborder le sujet de Dick Carlson, c’est à ce moment qu’un des membres évoque le fait que son ascension serait controversée. David n’y prête pas attention, les exploits étant toujours synonymes de jalousie. En rentrant à l’hôtel, il commence la rédaction du chapitre de Dick. Sur les coups de 11 heures, David reçoit un appel de Carlson, il lui propose d’aller passer quelques jours dans son lodge à Ravencroft. Ce moment est opportun pour aborder le sujet du gouverneur Kearny. David accepta sans hésitation.
David arrive quelques minutes plus tard à la résidence principale de Dick Carlson. Un hélicoptère est stationné devant la maison prêt à partir direction Ravencroft, McCae monte derrière à côté des bagages. Le trajet est rapide, il dure une vingtaine de minutes. En arrivant sur les lieux, David a une agréable surprise. Le lodge au toit vert est construit sur pilotis sur 50 mètres et l’intérieur est agrémenté et accueillant. L’écrivain fait la rencontre d’un groupe de chasseurs présents ici depuis une semaine. Ed, un membre du groupe, lui montre le butin de la semaine avant que Lennie, l’homme responsable de la gestion du chalet invite McCae à le suivre. Le chalet est complet à cause du groupe, David loge donc dans une petite cabane au fond du jardin. Selon Lennie, David est plus tranquille là-bas pour écrire les mémoires du gouverneur Kearny. La cabane est composée de planches brutes. L’intérieur est étroit et la porte tient seulement avec un verrou en bois. L’étage du bas est composé d’une table et de deux chaises, une fenêtre donne sur la clairière et un poêle à bois est présent pour chauffer l’habitacle. A l’étage se trouve un lit confortable accessible par un escalier en bois. David reste une grande partie de l’après-midi dans celle-ci, à réfléchir. Le soir, le groupe de chasseurs mange des steaks d’ours, il fait froid et David ne manga rien. Il rentre donc à sa cabane en compagnie d’une bouteille de Whisky qui traînait dans un carton.
Durant la nuit, David fait un rêve dans lequel il est au-dessus du vide prêt à tomber. Il est réveillé par des cris, descend et ouvre la porte de la cabane. Personne dehors. David McCae reconnaît ensuite la voix de Dick Carlson derrière son dos, il a finalement oublié d’arrêter l’enregistrement de leur précédente discussion. Réveillé, l’écrivain retourne dans son lit et écoute en détail l’enregistrement. En l’écoutant attentivement, David entend Dick Carlson se plaindre et demander à Alex McKilian d’arrêter. Il avoue ensuite pendant son sommeil qu’il n’a pas gravi le sommet de l’Hidden Peak et s’est arrêté 100 mètres avant. Après avoir entendu ces révélations fulgurantes, David part prendre son petit déjeuner dans le lodge. Heureusement, Carlson n’est pas présent. Aux alentours de 14 heures, le groupe revient de la chasse et prépare ses bagages pour leur départ. A 16h30 l’hélicoptère se présente devant la maison. Dick Carlson indique à David McCae qu’il doit attendre le retour de l’hélicoptère, celui-ci étant plein. Pendant ce temps-là le groupe de chasseurs repart en hydravion. David McCae se retrouve seul dans sa cabane, le chalet fermé. Personne ne vint le chercher.

#### L'abandon à Ravencroft
Le lendemain matin, David McCae part observer la mer en quête d’un bateau. Les conditions sont trop mauvaises pour qu’un avion ou hélicoptère puisse voler. Personne ne vient, il fait froid, McCae est mouillé et le thermomètre affiche 6°C. Il tente d’appeler Louise, les secours, Sydney Baldaci mais il n’a pas de réseau. En se remémorant le groupe de chasseurs, McCae appelle Lennie au secours, il n’a aucune réponse. Voulant trouver de la nourriture, l’écrivain part sous le loge en quête d’un morceau de fer pour casser une fenêtre. Le seul objet solide qu’il trouve est un arbre à moteur. Grâce à celui-ci, David réussit à pénétrer dans la maison. A l’intérieur, le lodge est sombre, David trouve une boîte de haricots en sauce ainsi que du sucre. Après avoir fouillé le chalet, il rentre à sa cabane. 

Les températures baissent encore, le thermomètre affiche maintenant -12°C. Après avoir lu un ouvrage laissé au lodge, David se met en tête de chasser, il part donc en forêt équipé d’un spray anti-ours. L’écrivain en entend un quelques mètres plus loin et se perd dans la forêt traqué par celui-ci. Il réussit à retrouver la côte puis à rejoindre la cabane. En fuyant, David McCae se fait une entaille sévère au mollet et part au lodge pour la désinfecter avec de l’alcool. Il en profite pour manger du sucre avec de l’alcool, ce qui lui fait monter la chaleur à la tête. Sous l’effet de l’adrénaline et de l’alcool, David McCae fait un malaise. 

L’écrivain New-yorkais se réveille le matin suivant. Son corps va mieux et le beau temps est de retour. Il aperçoit un bateau au loin mais n’a pas assez de force pour l’interpeller. La nuit fut froide, David fait donc fondre de la neige et la but en guise d’eau chaude avec du rhum. Au même moment, David comprend qu’il a été piégé par Dick Carlson et le groupe de chasseurs. N’ayant pas trouvé de nourriture l’autre soir, il part en recherche mais cette fois-ci à l’opposé. En arrivant en amont d’une rivière, David tombe nez à nez avec des ours pêchant des poissons. Effrayé, David attend qu’ils partent et les imites pour trouver à manger. Il récolte quatre gros poissons et rentre à la cabane. Son estomac s’étant rétrécit, David ne mange qu’un seul poisson, il met les autres dans un réfrigérateur éteint du lodge dans l’espoir de les conserver. 

Après une nuit de sommeil et le ventre plein, David part faire une escapade en utilisant le canoë situé au bord de la mer. Pour ne pas risquer de se faire attaquer par les grizzlys, David se tient à une distance raisonnable à 50 mètres de la rive. 30 minutes après son départ, David McCae fait la rencontre d’orques et aperçoit une cabane au bord d’une plage en arc de cercle. Il s’approche. La cabane est composée d’une table, de deux bancs, d’une gazinière et d’une étagère avec des boîtes en métal. Curieux, David entre par la seconde porte qui était entrouverte. Il hésita quand il tomba nez à nez avec un homme qui dormait dans la cabane. L’homme est costaud et a l’apparence d’une brute sauvage. L’écrivain le réveille en le poussant. Il découvre alors que l’homme possédait une angulation au bras gauche et part chercher une trousse de soin. Il retire d’abord la manche car il y avait du sang coagulé et tombe ensuite sur un morceau d’os apparent. David essaye de désinfecter tant bien que mal la plaie et la recouvrit. Il chercha un téléphone satellite pour appeler les secours mais n’en trouva pas. Quelques heures plus tard, l’homme se réveilla, il s’agit en fait de Lennie, le gérant du lodge. 

L’homme âgé d’environ 50 ans accepte de manger seulement en milieu de journée. Un élan lui a encorné le bras quand il commençait à le vider après une partie de chasse. Pour sauver Lennie, le seul moyen de joindre les secours est d’aller chercher un téléphone au lodge. David préfère veiller sur lui, ils discutèrent ensemble autour du sujet de Dick Carlson. Lennie avoue que Dick voulait donner une leçon à David et qu’il n’est pas le premier. Il assiste aux meurtres commis par Dick Carlson et laisse ses ennemis dans la nature se faire tuer par des grizzlys. Malheureusement, après cette riche discussion, Lennie succombe pendant la nuit. Son dernier mot fut « Amen ». 

En ayant découvert la mort de Lennie le matin, David se met en tête de l’enterrer dignement. Au moment de sortir de la cabane, McCae aperçoit devant lui un ours jouant avec son canoë. Le canoë étant parti au large, l’ours part et David cherche des outils pour s’occuper de Lennie. Il ne trouve évidemment rien. L’écrivain revient donc à la cabane de Lennie, fouille dans ses effets personnels et tombe sur un bracelet au nom de Nola Kriegman qu’il se promet de garder en mémoire. David part par la forêt en direction de sa cabane et croise un grizzly. David est surpris, et, dans la panique, active le spray anti-ours. L’ours a peur et charge David McCae, avec sa mâchoire, le grizzly lui disloque la tête en deux et le traîne par le mollet sur des dizaines de mètres. Le grizzly a un moment de répit, David en profite pour s’en aller, abandonnant la nourriture prise chez Lennie. Après avoir lutté pour rentrer au lodge, David s’affaisse et remit son âme à Dieu. 

#### Le retour à la civilisation
Ce que David prit au départ pour la mort et l’ascension au Paradis sont en fait les lumières de l’hôpital. L’écrivain a été transporté d’urgence à l’hôpital de Valdez à l’aide d’un hélicoptère. Pour que son corps retrouve un semblant de normalité, trois opérations soit un total de quinze heures ont été nécessaires. Son bras est visuellement réparé mais ne sera plus jamais fonctionnel. Après que David se soit remis de ses opérations, deux policiers font irruption dans sa chambre. Il s’agit du Lieutenant Macdonald et du Sergent Mott. Un pilote reliant Valdez depuis Juneau avait vu des flammes au-dessus de Ravencroft et a appelé les Coast Guard. En arrivant sur les lieux, les sauveteurs ont retrouvé le corps de David McCae inanimé. L’hélicoptère s’est posé au bon moment car l’ours s’apprêtait à finir son travail, il s’en est fallu de peu. Selon les policiers, Carlson a dit que David souhaitait prolonger son séjour à Ravencroft et que dès son arrivée l’écrivain s’était mis à l’écart du groupe. David expose ensuite sa théorie que les policiers avaient du mal à croire. Après être resté un mois à l’hôpital, David sort et appelle son éditeur Sydney Baldaci, il ne croit pas à cette histoire et a demandé à un autre écrivain de finir la réalisation des mémoires du gouverneur. Il l’accuse de vouloir faire barrage à Carlson & Kearny pour les prochaines élections. Sur un coup de tête, David en profite pour téléphoner à sa sœur. La conversation est houleuse et elle finit par lui raccrocher au nez. David est démoralisé mais garde toujours en tête son retour à New-York. Arrivé à l’aéroport, l’agent aéroportuaire lui refuse l’achat d’un billet par carte bancaire puis par chèque. Au moment d’aller retirer de l’espèce, son compte était bloqué. David regarde ses comptes et découvre qu’il n’avait pas payé l’assurance santé depuis deux mois et que l’hôpital en a profité pour se servir pour plus de 300 000 $ sur son compte. 

David est déboussolé, son dernier espoir est d’aller chez Dick Carlson récupérer sa voiture pour ensuite repartir sur New-York. En montant les routes sinueuses, la pluie commence à tomber, son épaule le gène. Il se réfugie dans une maison abandonnée en construction et s’aperçoit qu’il est suivi par Jed depuis sa sortie de l’hôpital. Dans ce moment difficile, David McCae repense à son père Gary décédé lors d’une mission en Afghanistan et aurait aimé connaître une fin identique. David passa sa première nuit dehors, dans une maison abandonnée. 

Le lendemain David est réveillé par un coup de téléphone : Louise est à l’appareil. Un huissier est passé et veut vider l’appartement faute de paiement. David en profite pour lui raconter ses péripéties mais Louise reste fixée sur l’appartement, il lui faut de l’argent. David lui conseille d’aller voir Sydney Baldaci. Après avoir payé le loyer, Louise mettrai l’argent restant sur le compte pour lui permettre de rentrer. Étant trop risqué d’aller chercher sa voiture chez Dick Carlson, McCae rejoint le centre-ville de Valdez. La ville n’est pas très agitée, il en profite pour aller dormir sur un banc de l’église et se réveilla avec trois fidèles autour de lui. Sans argent pour aller s’acheter à manger, un fidèle lui donna 5$. Il en profite pour aller dans un restaurant et prendre un café et une omelette. Toujours désireux de se reposer, David McCae part se coucher dans une cabane du port. Il croisera à quelques mètres de lui Dick Carlson et Ted qui mettent leur bateau à l’eau. Heureusement, David ne se fera pas repérer. Il retourne dans le centre-ville pour regarder si l’argent restant lui avait été transféré. Louise a ajouté 20 000 $ dessus, David se dit donc qu’elle a dû réussir à avoir les 25 000 $ de Sydney. A ce moment Myron surgit derrière lui et lui pointe son arme sur la tempe. David est forcé de monter dans un pick-up orange et Myron roule pendant une vingtaine de minutes. Le 4x4 s’arrête sur une passerelle en bois avec le vide en dessous. David en profite pour user d’un stratagème : lancer une pierre dans le vide. Myron suit la pierre des yeux, se demande pourquoi David agit de la sorte. McCae en profite pour le déséquilibrer. Il était à deux doigts de la mort. L’objectif de David n’étant pas de le tuer, McCae l’aide à remonter sur la passerelle. En échange et pour le remercier de ne pas l’avoir tué, Myron avoue que toutes les sorties de Valdez sont surveillées par des hommes de Dick Carlson. Fort de cette information, David McCae s’en va avec le 4x4 orange de Myron en le laissant au bord de la route. 

David rejoint le centre ville dans le 4x4 orange de Myron. Puisque toutes les routes étaient surveillées par des hommes de Carlson, David décide d’emprunter le ferry reliant Valdez à Whittier. Arrivé sur le port, McCae se cache sous la bâche d’un autre pick-up. Une fois à bord, l’écrivain se réfugie dans les toilettes puis ressort afin d’entamer la dernière partie du voyage. Après cinq heures de trajet, l’écrivain arrive à Whittier et prend une chambre à l’hôtel du centre-ville. Le lendemain à 8h, David se réveille, va prendre son petit déjeuner au bar de l’hôtel puis va demander à la réception quel était le moyen de transport en service pour rejoindre Anchorage. Une heure après, David se retrouve dans un train jaune et bleu à destination d’Anchorage. A son arrivée dans cette grande ville, David part consulter pour changer son pansement. Dans la salle d’attente, l’écrivain vit un magazine avec un article sur Kearny. Évidemment, David n’eut pas envie de le lire. Quelques minutes plus tard, dans le but d’approfondir son chapitre sur Dick Carlson, l’écrivain se met en tête de rencontrer Alex McKilian qui habite près du Mont Logan. Deux heures après, David a acheté un fourgon Chevrolet Astro, un sac de couchage et est prêt pour prendre la route. 

Après avoir roulé une bonne partie de la journée, David McCae s’arrête manger dans un restaurant à côté de la Glenn Highway. Il se détend avec de la musique mise sur son téléphone et va dormir. Au réveil, David McCae contemple la nature puis reprend la route. Aux alentours de 12h, il passe la frontière avec le Canada et s’arrête dans le village de Beaver Creak pour manger une pizza et prendre de l’essence. La route est longue et la météo empire. Durant une ligne droite monotone, David entre en collision avec un caribou. Le véhicule a freiné mais la route est glissante. Le fourgon est maintenant à moitié dans le fossé et la portière conducteur est décrochée. En veillant sur la bête que David McCae a blessée, une voiture passe sur cette route déserte et s’arrête. Pour des questions de sécurité, l’homme achève la bête et à l’aide de son pick-up sort le fourgon du fossé. Le véhicule est plus endommagé que prévu. L’homme passant dans le village le plus proche situé à 30 kilomètres de l’accident, il conduisit David à Kluane Wilderness. L’écrivain y rencontre une femme qui lui indique son mari nommé Buddy. Il part avec David pour remorquer le fourgon sous une météo déchaînée. En voyant le véhicule, Buddy annonce à David qu’il faut bien une semaine de réparations. De retour à Kluane Wilderness, Buddy et le gérant du motel Mark invitèrent David à boire au bar, il accepta. David raconte aux deux hommes son histoire et ceux-ci furent stupéfaits. Ils lui proposent de rédiger un livre sur son histoire et donner des informations sur Dick Carlson aux médias. David cogita toute la nuit. 

Le lendemain, Buddy prête sa voiture à David McCae. L’écrivain en profite pour aller voir Alex McKilian, le Mont Logan n’étant pas très loin de Kluane Wilderness. Sur les conseils de Mark, McCae part d’abord à la station de recherche arctique mais personne n’est présent. Il se présente plus tard dans la journée au Parc national de Kluane où on lui propose de repasser à 18 heures, une réunion étant prévue. A 18 heures, un groupe de scientifiques donne à David McCae l’adresse d’Alex McKilian. Content de cette journée, David rentre à Kluane Wilderness satisfait. 

Le lendemain matin David McCae est sur la route pour une rencontre surprise avec Alex McKilian. En arrivant sur les lieux, David l’observa pêcher pendant une bonne heure puis vint l’interpeller. Impassible aux questions de l’écrivain et à son histoire, il faut attendre le moment où David parle de son infirmité pour qu’Alex McKilian fasse une exception. L’alpiniste n’est même pas surpris de la réaction de Dick Carlson, il a toujours souhaité que cette histoire reste secrète mais David souhaite réécrire l’histoire avec lui… Alex McKilian se met donc à raconter son histoire. A l’époque tous les pays voulaient montrer leur puissance en gravissant des hauts sommets. Les États-Unis étaient en retard sur d’autres pays comme la France ou le Royaume-Uni. Le pays avait déjà tenté une première expédition mais celle-ci s’était soldée par un échec, les alpinistes s’étant arrêtés à 7 700 mètres au lieu des 8 000 à cause d’un œdème pulmonaire. Cette expédition ayant coûté beaucoup d’argent aux institutions, le père de Dick Carlson finança la deuxième. Dick a été nommé chef d’expédition. Le jour J, Dick se réveilla 3 heures plus tard car il éprouvait une grande fatigue. A 14h alors qu’ils n’étaient plus très loin du sommet, David abandonna et Alex continua seul. Alex arriva jusqu’au bout non sans des dégâts physiques puis redescendit chercher Carlson. De retour d’expédition, toute la gloire fut attribuée à Dick Carlson par les médias alors qu’il n’était même pas allé jusqu’en haut. Après une discussion de plusieurs heures, David rentre à Kluane Wilderness avec une interview d’Alex McKilian et plus d’informations sur le mensonge de Dick Carlson. 

Le fourgon est toujours en réparation. Sur les conseils de Buddy et Mark, David profite de cette accalmie pour rédiger un article qu’il enverra aux journaux démocrates. Pour changer certaines pièces du véhicule, Buddy propose d’aller à Whitehorse. Au retour de Mark, tout le village de Kluane Wilderness partit chez le concessionnaire Chevrolet, à 3h30 de route. Au retour, Mark remarque de nouveau le pick-up orange et le signale à David. Par curiosité, Mark accélère pour le rattraper et David découvre Myron au volant. Myron ayant également reconnu David, le mercenaire colle sa voiture contre celle de Buddy mais Mark réussit à l’éviter et à lui faire une tête à queue. Mark s’arrête 30 mètres plus loin et fait demi-tour en direction de Myron pour rentrer à Kluane, le mercenaire tire sur le 4x4 et touche Connie, la femme de Buddy. Ils partirent en urgence à Haine Junction et Connie fut transportée à Whitehorse en hélicoptère. Au même moment, David téléphone à Louise pour la mettre en sécurité, elle lui apprend qu’elle habite maintenant chez une autre personne. David comprend alors que sa relation amoureuse avec Louise est désormais terminée. 

Buddy part avec Connie sur Whitehorse et David & Mark rentrent sur Kluane Wilderness. Il s’arrêtent en chemin, David prend une hache dans sa main et partent à pas de loup dans la forêt. Durant toute la journée, un ami de Mark a suivi Myron et l’homme ne se trouve pas très loin. L’objectif est donc de faire du repérage. Arrivé sur les lieux, Mark jette un bout de bois sur le camp, une personne armée se lève. Après cette confirmation, Mark et David regagnent une route qui coupe la forêt en deux et en profitent pour casser le démarreur du pick-up orange. A cinq heures du matin, David retrouve la voiture et rentre avec Mark pour de bon à Kluane Wilderness. La journée fut calme et aux alentours de 19 heures, Mark demande à David s’il peut emprunter la voiture de Buddy. David répondit par l’affirmative et Mark disparut pendant toute la nuit. 

David se réveille, Mark n’était toujours pas de retour. Il en profite pour aller faire un petit tour du côté de la rivière de Kluane. Quand il revient, David trouve le 4x4 orange sur le parking du motel. L’adrénaline commence à monter et l’écrivain se rend dans le hangar pour prendre un outil de défense. Mais c’est Buddy qui a ramené ce pick-up. Il propose à David de discuter d’un sujet important. Une fois au bar, Buddy annonce que Connie va mieux mais qu’elle restait encore quelques jours à l’hôpital pour se reposer. Durant la nuit, Mark en a profité pour aller tuer Myron et a ramené le 4x4 ici. Ils étaient deux sur le campement, un mercenaire est toujours en cavale. David est surpris mais passa au-dessus. Ils continuèrent à discuter chacun de leur côté et la pluie les chassa. Ils partirent dormir. 

Quelques jours plus tard, le fourgon de David McCae est prêt. Pour éviter de croiser le mercenaire, Mark conseille à David d’emprunter la direction d’Al Can puis de partir vers Dawson Creek. Après avoir remercié Buddy et Mark pour leur accueil, David roule toute la journée et s’arrête pour dormir à Muncho Lake (en). L’écrivain profite de cette pause pour regarder ses mails. Il a reçu la réponse de 2 journaux : Le Daily News et Rock & Ice (en). David appelle grâce au téléphone le Rock And Ice. Le rédacteur en chef répond au deuxième appel. David demande si le rédacteur en chef connaissait Nola Kriegman, sa réponse est d’abord négative mais en abordant le sujet de Dick Carlson, le lien est directement établi. Le rédacteur se souvient qu’elle était partie montrer son ouvrage à Dick mais qu’elle n’en n’est jamais revenue. Après un appel à la mère de Nola Kriegman, celle-ci souhaitait voir David McCae pour échanger sur le sujet le plus rapidement possible. Rendez-vous est pris, le soir même 19h à Dawson Creek. 

David arrive à 19 heures passées à l’aéroport de Dawson Creek. Trois personnes sont présentes pour l’accueillir, une femme blonde âgée de 50 ans (la mère de Nola Kriegman), un homme du même âge (Tom, rédacteur en chef) et un autre homme beaucoup plus jeune (frère de Nola). De nombreuses questions sont posées à David McCae mais des doutes subsistent. Madame Kriegman demande à David s’il pouvait venir à Anchorage demain pour la déposition de plainte. Comme à son habitude, il accepte. Tom, quant à lui, demande à David de les accompagner à l’hôtel. Une chambre est également réservée pour lui.  David apprend dans la soirée que Nola est en fait partie voir son père (Dick Carlson) pour lui présenter son livre et qu’elle a été abusée à l’âge de 13 ans. Demain la journée est longue : vol direction Anchorage et investigations à Ravencroft, il faut maintenant aller dormir. 

Le lendemain, David ainsi que Madame Kriegman arrivent en hélicoptère à Ravencroft pour chercher des réponses à la mort de Nola. Deux policiers du FBI et le chef de la police de Valdez sont présents. Arrivés à la cabane de Lennie, les agents du FBI retrouvent dans une petite boîte en métal un bracelet et un foulard portant le nom et le prénom de Nola Kriegman. La mère est sous le choc, les équipes d’investigation décident de rentrer. Dès le lendemain, vingt rangers et deux chiens sont déployés à Ravencroft pour retrouver le corps de Nola et tenter d’avoir plus d’informations sur le crime. Deux jours après, les ossements de Nola sont retrouvés à côté d’un arbre. L’affaire presque terminée, David rentre dans des contrées plus habitées et n’a plus de nouvelles de Madame Kriegman malgré ses relances. 

Après avoir volé en direction de Dawson Creek, David retrouve son fourgon et passe la soirée dans un village du Wisconsin. Le lendemain matin à la radio, David entend que Dick Carlson allait être entendu par un juge. De son côté, Kearny accuse les démocrates de lui mettre des bâtons dans les roues. Arrivé dans l’Ohio, David passe voir la tombe de sa mère, celle-ci est en mauvais état. Il prit quelques minutes pour la nettoyer et promet à sa mère de passer voir sa sœur, Clarissa. 

David arrive dans l’État de New-York en longeant le lac Érié. Arrivé à Portland en fin de journée, l’écrivain se dirige à l’est de la ville pour aller rendre visite à sa sœur. Clarissa habite dans un appartement, en sonnant à l’interphone, personne ne répond. Une vielle dame qui sortait de l’immeuble lui permet d’y rentrer et d’avoir des nouvelles de Clarissa. Après lui avoir demandé l’étage, la vieille dame lui annonce qu’elle n’est pas chez elle, mais à l’hôpital de Brighton, la police avait emmené les enfants. David part à la police pour avoir plus d’informations, les enfants sont pris en charge par une association qui lutte contre les violences faites aux femmes. Son compagnon l’a frappée et a déjà été inculpé deux fois pour ce genre de délits. En attendant de la voir, il alla dans un bar du centre-ville et apprit que d’autres ossements ont été retrouvés à côté de ceux de Nola. Le lendemain matin en arrivant à l’hôpital, David découvre une femme avec le visage tuméfié et remplie de brochettes métalliques. David part récupérer les enfants à l’association. 

Pour passer du bon temps, David loue une maison sur le Cap Élizabeth et recrute une fille au pair nommée Mila pour s’occuper des enfants. Avec Cal et Tyler, David va pêcher le matin et chasser dans les rochers l’après-midi. L’écrivain souhaitant recommencer une nouvelle vie, David va chercher ses dernières affaires à New-York et rend son appartement. Quelques jours après, Clarissa sort de l’hôpital et les rejoint. Ensemble, ils partent dans un bar pour fêter cet évènement. Clarissa regarde au loin le ferry qui accostait, David lui répondit que ce n’était qu’un lointain souvenir. Le box des accusés serait dorénavant vide...

## Personnages

### David McCae
David McCae est un écrivain New-yorkais, vivant à Brooklyn. En citadin convaincu, cette ville a, dans son cœur, une place importante : il l’aime plus que tout autre lieu au monde et apprécie l’énergie qui s’en dégage. Ainsi, il déteste la campagne et a horreur du vide et de la solitude. Son père était son modèle et son héros. Soldat dans l’armée, il est décédé en Afghanistan alors que le jeune McCae n’avait que huit ou neuf ans. Atteinte d’un cancer, sa mère le suivit dans la mort quelques années plus tard, lorsqu’il fut âgé d'une vingtaine d’années. 

Quant à ses grands-parents, ils sont décédés deux en plus tôt dans un accident de voiture. Sa seule famille n’est composée désormais que de sa petite sœur Clarissa, de deux ans sa cadette, mais de laquelle il s’est éloigné avec le temps. Quant à ses relations amoureuses, il a récemment rompu avec sa copine, Louise, qui l’a quittée. L’écrivain vit très mal sa rupture ce qui entraîne une profonde mélancolie accompagnée d’une dépression qui accentue son mal d'écriture. Il est chargé par son éditeur, Sidney Baldaci, d’écrire les mémoires du gouverneur Andrew Kearny, comptant sur ce livre pour sa réélection. Il est ainsi poussé à rencontrer un de ses amis alpinistes, Dick Carlson, en Alaska, loin de chez lui. Ce déplacement professionnel ne va pas se dérouler comme prévu, l’auteur va se retrouver seul au milieu d’une nature hostile où son principal objectif est de survivre.

### Dick Carlson
Dick Carlson est un alpiniste célèbre premier américain à avoir gravi un sommet de plus de 8 000 mètres et habitant en Alaska. Il est un ami de longue date du gouverneur de New York. Selon le Washington Weekly Il est l'une des 10 personnalités préférées des Américains entre Mark Zuckerberg et Sandra Bullock. Le gouverneur se présentant pour sa réélection l'alpiniste va donc recevoir David McCae chez lui. L'écrivain va lui poser des questions sur sa vie dans le but de compléter les mémoires du gouverneur Kearny. 

Ce personnage est assez énigmatique et mystérieux. Dick Carlson a environ 80 ans et était conseiller du président américain Carter. En tant qu'homme politique, Dick possède plusieurs biens et est également peu disponible pour répondre aux différentes requêtes des journalistes. Durant le récit, Carlson a des comportements troublants. 

Habituellement discret vis-à-vis des médias, la visite de David McCae va perturber l’alpiniste. Celui-ci va faire des révélations gênantes et ces informations pourraient attenter à l'image publique de Dick Carlson. Pour éviter toute fuite d'informations, Dick décide d'abandonner David McCae à côté de son lodge.

### Personnages secondaires
Ce roman contient beaucoup de personnages secondaires, voici la liste de ceux-ci par ordre d'apparition :
- Sydney Baldaci : Éditeur de David McCae, possède une maison à East Hampton,
- Louise : Ancienne femme de David McCae. Elle a quitté l’auteur pour un autre homme nommé Jeff,
- Gouverneur Andrew Kearny : Homme politique Gouverneur de New-York, il compte sur ses mémoires écrites par David McCae pour se faire réélire. Il est un ami proche de Dick Carlson,
- Jed : Employé et homme à tout faire de Dick Carlson gérant l’héliski à Valdez,
- Ashley : Première femme de Dick Carlson, mère de 2 enfants. Son père avait fait fortune dans le pétrole et a été le premier à s’implanter en Angola,
- Élisabeth : Deuxième femme de Dick Carlson, héritière d’une des branches de la famille Goldman Sachs et possédant une grande fortune,
- Ella : Troisième femme de Dick Carlson actrice. Divorcée depuis un mois avec Dick Carlson,
- Alex McKilian : Guide/Alpiniste le premier à avoir gravi l’Hidden Peak avec Dick Carlson,
- Ed : Client du lodge à Ravencroft, touriste venant 2 fois dans l’année, l’été pour pêcher et l’automne pour chasser. Il possède également 12 concessions entre Los Angeles et Seattle,
- Lennie : Employé et fils caché de Dick Carlson. Il s’occupe de gérer le lodge à Ravencroft,
- Myron : Guide de chasse et mercenaire pour Dick Carlson,
- Lieutenant Macdonald et Sergent Mott : Policiers en charge de l’interrogatoire de David McCae à l’hôpital de Valdez,
- Clarissa : Sœur de David McCae, mère de 2 enfants habitant à Portland,
- Gary : Père de David McCae, ancien militaire dans les forces spéciales et décédé en mission,
- Connie : Femme de Buddy,
- Mark : Gérant du motel, habitant du village de Kluane Wilderness,
- Buddy : Mécanicien dans le village de Kluane Wilderness,
- Jeff : Nouveau compagnon de Louise,
- Madame Kriegman : Mère de Nola Kriegman, ancienne femme de Dick Carlson,
- Tom : Rédacteur en chef du magazine Rock And Ice,
- Nick Blackburn : Ancien mari de Clarissa McCae ayant été condamné deux fois pour violences conjugales,
- Cal : Enfant cadet de Clarissa, 6 ans,
- Tyler : Second enfant de Clarissa, 4 ans,
- Mila : Fille au pair recrutée par David McCae. Elle étudie les sciences cognitives à Orono et s’occupe de Cal et Tyler pendant l’absence de Clarissa.

## Thèmes principaux

### La description de l'Amérique du Nord
La description des paysages d'Amérique du Nord occupe une place très importante dans le roman. Dès son départ de New York, David McCae va avoir l'occasion de passer dans des villes importantes du grand nord telles qu'Anchorage ou encore Valdez. Chaque passage dans une ville connue est l'occasion pour l'auteur de la décrire minutieusement et de faire voyager le lecteur avec lui. 

Les descriptions de l'Amérique du Nord sont variées. Elles commencent d'abord par des grandes villes civilisées telles que New-York et Seattle. Petit à petit, le personnage principal s'éloigne de ses villes à forte densité pour rejoindre des villes emblématiques du Grand Nord telles qu'Anchorage et Valdez. En dernier lieu, David McCae se retrouve à Ravencroft où la population de grizzlys est plus nombreuse que celle des humains. Patrice Gain profite de ce moment où David McCae est confronté à lui-même dans une nature hostile pour la sublimer. Chaque moment vécu par David McCae est détaillé minutieusement. Le lecteur s’imagine donc la somptuosité des paysages à laquelle le personnage principal fait face. Après la description d’une nature hostile, le personnage retrouve une civilisation typique de cette région. 

La fuite du personnage est donc l'occasion pour l'auteur de sublimer la beauté des longues plaines et montagnes pendant que celui-ci traverse le Canada au volant de son fourgon. Patrice Gain profite des haltes du véhicule pour permettre à David McCae de faire des rencontres. Au-delà d'une description détaillée des personnages, l'auteur fait également une représentation de la population vivant dans ces territoires reculés. Pour la plupart ils sont au premier abord rustres mais finalement toujours prêts à aider avec leurs moyens réduits. Mark et Buddy en témoignent. 

Cette description détaillée est due au fait que Patrice Gain s'est déjà rendu en Alaska. L'auteur adore ce territoire car celui-ci est fascinant. Il possède une vraie authenticité et des territoires pleins, forts et pas entièrement habités. Ces endroits inhabités permettent à la nature de reprendre ses droits. Curieux de découvrir de nouveaux paysages et de nouvelles expériences, Patrice Gain cherche toujours à savoir ce qui se trouve derrière les territoires d’altitude. 

Fort de cette expérience, Patrice Gain l'utilise dans le roman pour sublimer les lieux que David McCae traverse. Ceux-ci sont décrits avec précision et beauté dans le but de rendre encore authentique ce magnifique territoire qu'est l'Alaska.

### Une nature hostile
Dans le roman, la place de la nature est très importante, elle est présentée comme hostile en parallèle aux rues goudronnées que l’Homme est habitué à connaître et à côtoyer. Dans la vie quotidienne la nature est mise sous cloche, l’Homme ne se doute même plus de sa présence. Lorsque ce dernier se retrouve confronté à un environnement qui lui est inconnu il est face à des dangers auxquels il ne peut échapper. 

Le froid est le premier danger, s’il n’est pas le plus dangereux. Durant son séjour à Ravencroft, David McCae dit « Un air glacial m’a douloureusement saisi. » et « Le thermomètre affichait -12 degrés. » 

Ce territoire désertique n’offrait pas les ressources nécessaires à sa survie, et l'écrivain se faisait la réflexion que : « Si je voulais survivre, il me fallait impérativement manger quelque chose avant que les forces ne me quittent. » 

Le troisième danger et pas des moindres est la confrontation avec un animal sauvage, l’ours. Cette confrontation se remarque dans « En m’avançant dans la clairière, j’ai entendu le rugissement d’un ours. » et dans « Si l’ours ne me tuait pas, la nuit s’en chargerait. » 

Contrairement à la ville de New-York, et à ses gratte-ciels, sa pollution, ses rues symétriques et rectilignes, l’Alaska ressort comme un territoire authentique et fascinant.

### Un personnage livré à lui-même
David McCae, « Citadin convaincu » et écrivain New-yorkais en manque d'inspiration, se retrouve dans le froid, les étendues blanches, les paysages sauvages et des hommes politiques qui le sont tout autant. 

Durant toute la partie du roman où l'écrivain est livré à lui-même, son seul objectif est de fuir ce territoire hostile. David McCae est habitué à sa vie de citadin à New-York et déteste les grands espaces autant que tous les lieux sans bitume, sans bars et sans connexion wifi. Le personnage principal va perdre tous ses repères en arrivant en Alaska et malheureusement, David en apprend trop et devient gênant. 

Tout ce qui fait la beauté et la singularité des paysages que rencontre David McCae est pour lui une horreur : les animaux sauvages, la solitude loin de tout repère de citadin et la nature ayant les pleins droits. A l'arrivée en Alaska, il grelotte, est mal équipé et a peur des mauvaises rencontres. Très rapidement, l'écrivain va devoir apprendre à se défendre face à l'Animal mais également à l'Homme. 

David McCae va à tout prix chercher à retrouver la civilisation, lui qui n'est pas habitué à la vie en pleine nature et encore moins dans une nature hostile. L’écrivain sera parachuté dans l'immensité du Grand Nord. Même si dans cette histoire, David est la proie, on peut aussi le percevoir comme un prédateur car il connaît des secrets inavouables qu'il pourrait révéler au grand jour à tout moment. Cette révélation pourrait faire un scandale et remettre en question la carrière de Dick Carlson.

## Genèse et publication du roman
Avant de commencer l'écriture du roman Terres Fauves, Patrice Gain avait plusieurs sujets en tête. L'idée retenue a été de confronter un citadin endurci habitué à une vie voluptueuse à une nature hostile à laquelle il n'était pas préparé. Ingénieur en environnement, spécialisé en haute montagne, Patrice Gain fait bien évidemment référence à la culture alpine, notamment à travers le personnage de Dick Carlson. Concernant la fin, plusieurs options étaient envisageables, l’auteur a choisi une version douce et positive. 
 
Beaucoup de personnages étant présents dans ce roman, l’auteur a dû inventer le nom de tous les personnages et s’est inspiré d’un alpiniste français se prénommant Maurice Herzog pour représenter Dick Carlson. Patrice Gain s’est inspiré de cet homme après avoir lu le livre de Félicité Herzog, sa fille, intitulé Un Héros. 

Patrice Gain a tout d’abord écrit un autre roman nommé Denali et les Éditions Le Mot et le Reste ont accepté de l’éditer. Ce roman est paru le 18 mai 2017. Aimant son écriture, la maison d’édition a demandé à l’auteur si celui-ci possédait d’autres romans, c’est alors que le roman Terres Fauves a été publié le 23 août 2018. Ce roman a tout d’abord été publié aux éditions Le Mot et le Reste puis dans la collection Le Livre de poche un an et demi plus tard. 

Les droits du roman Terres Fauves ont été cédés, il est donc probable qu'une adaptation cinématographique soit réalisée prochainement. Pour le moment, aucune n'est prévue mais des Booktrailers ont été réalisés sur cet ouvrage par des lycées nantais.

## Au-delà du livre
Au-delà du livre, Patrice Gain n'est pas seulement écrivain. L'auteur de Terres Fauves est tout d'abord ingénieur en environnement et est un professionnel de la montagne spécialisé dans les déclenchements d'avalanches. En raison de son travail en journée, Patrice Gain écrit principalement le soir entre 20 heures et 1 heure du matin ainsi que le week-end. 

Patrice Gain a toujours été intéressé par les romans policiers ou ceux se déroulant en haute montagne. C'est tout naturellement que son livre préféré était Croc-Blanc de Jack London. Adorant également l'Alaska, l'auteur s'est plongé dans la littérature américaine avec Rue de la sardine et Des souris et des hommes de John Steinbeck. 

Adulte, Patrice Gain a donc passé un master puis un DESS en environnement. Il a fait du secourisme et a pratiqué du ski ainsi que de l'escalade. Il concilie maintenant deux passions : la montagne et l'écriture

## Éditions
Terres Fauves est disponible dans les collections suivantes :
- Le Mot et le Reste (paru le 28 août 2018),
- Le Livre de Poche (paru le 29 janvier 2020).

## Palmarès
Le roman Terres Fauves de Patrice Gain a participé à plusieurs prix littéraires dont voici les résultats :
- Lauréat du Festival du polar méditerranéen (2019),
- Finaliste du Prix des Libraires (2019),
- Finaliste du Grand Prix de Littérature policière (2019),
- Sélection du Prix Une Terre, un ailleurs (2020),
- Finaliste du Prix des lecteurs du Livre de Poche, catégorie Polar (2020).